# Huszonkétszögszámok
A huszonkétszögszámok a figurális számokon belül a sokszögszámok közé tartoznak. Az n-edik huszonkétszögszám, Hn a közös csúcsból rajzolt, legfeljebb n pont oldalhosszúságú szabályos huszonkétszögek körvonalai egymástól különböző pontjainak száma. 
Az n-edik huszonkétszögszám általánosan a következő képlettel adható meg:
{\displaystyle H_{n}={\frac {n(20n-18)}{2}}\quad (n>0)}.
Az első néhány huszonkétszögszám:
1, 22, 63, 124, 205, 306, 427, 568, 729, 910, 1111, 1332, 1573, 1834, 2115, 2416, 2737, 3078, 3439, 3820, 4221, 4642, 5083, 5544, 6025, 6526, 7047, 7588, 8149, 8730, 9331, 9952, 10593, 11254, 11935, 12636, 13357, 14098, 14859, … (A051874 sorozat az OEIS-ben)

## Párosság
A huszonkétszögszámok párossága váltakozik.

## Tesztelés huszonkétszögszámokra
Az n-edik huszonkétszögszám, {\displaystyle x_{n}} képletét n-re megoldva a következő képletet kapjuk:
{\displaystyle n={\frac {{\sqrt {40x+81}}+9}{20}}.}
Tetszőleges x szám huszonkétszögszám mivolta tesztelhető a fenti képletbe való behelyettesítéssel. Ha n egész számra jön ki, akkor x az n-edik huszonkétszögszám. Ha n nem egész szám, akkor x nem huszonkétszögszám.
Ez egyben tekinthető x huszonkétszöggyöke kiszámításának is. 